# Thierry Meyssan
Thierry Meyssan (ur. 18 maja 1957 w Talence) – francuski publicysta i działacz społeczny. Założyciel i przewodniczący organizacji Sieć Woltera. Współorganizator konferencji Oś dla Pokoju.
Autor książki Straszne oszustwo (2002), zawierającej tezę, że zamachy terrorystyczne z 11 września 2001 roku były inspirowane przez amerykańskie lobby wojskowe.